# Hudournik (ptič)
Hudournik, tudi črni hudournik (znanstveno ime Apus apus), je lastovki podoben ptič iz družine hudournikov, ki gnezdi v večjem delu Evrazije in severni Afriki, pozimi pa se odseli v južno Afriko.
Od lastovk ga ločimo po temnem spodnjem delu telesa (svetlejše je samo grlo), večji telesni velikosti in srpasti obliki peruti. Doseže 17 do 18,5 cm v dolžino in ima razpon kril med 40 in 44 cm. Najbolj je podoben sorodnemu bledemu hudourniku, ki je le nekoliko svetlejši in ima opaznejši kontrast med letalnimi in krovnimi peresi na perutih.
Kot ostali hudourniki ima tudi črni hudournik zelo kratke noge, neprimerne za sedenje na veji ali hojo po tleh, zato preživi praktično celo življenje v zraku. Svoj plen, žuželke, lovi do višin 1 km ali več. V zraku lahko celo spi in se pari. Par ostane skupaj celo življenje; gnezdo si pogosto zgradita v bližini človekovih bivališč - v špranji v steni, prezračevalnem jašku, pod napuščem, v cerkvenem zvoniku ipd. ter se vračata k njemu leto za letom. V Sloveniji je pogosta gnezdilka.
Oglaša se s predirljivim kričanjem, po katerem je možno že na daleč prepoznati jato.